# Umjetnost stakla
Umjetnost stakla, vrsta likovne umjetnosti u kojoj umjetnik stvara umjetnička djela koja su u znatnoj mjeri ili u cijelosti od stakla. Stari Feničani su otkrili staklo. Intenzivni razvitak stakla kao ukrasna i funkcionalnog sredstva dogodio se je u starom Egiptu i staroj Asiriji. U starom Rimu usavršena je tehnike proizvodnje stakla pa su ga za oblaganje zidova čak proizvodili u tankim pločicama. Puhano staklo datira od 2. st. pr. Kr., otkad datiraju prve lule za puhanje stakla, u vrijeme stvaranja Rimskog Carstva. Staklo je tad postalo dostupnije u kućanstvu te je stakleno posuđe postalo pravi hit onog vremena. Stoljećima se je tehnologija poboljšavala, što je omogućilo lakšu i jeftiniju proizvodnju te veću dostupnost.
Godine 2001. u Zagrebu je osnovan kolegij Tehnike i umjetnost stakla na Akademiji likovnih umjetnosti Sveučilišta u Zagrebu. Osnovan na inicijativu tadašnjeg dekana ALU-a slikara i scenografa profesora Zlatka Kauzlarića Atača. Od početka ga vodi Anton Vrlić. Vrlić je bio učenik Raoula Goldonija, koji je bio svjetski priznati suvremeni oblikovatelj stakla i koji je najdosljednije u hrvatskoj suvremenoj umjetnosti obrađivao kao materijal. Ostali poznati hrvatski likovni umjetnici koji su stvarali u staklu su Gordana Drinković, Ljerka Njerš, Petar Hranuelli, Petar Dolić, Đurđica Horvat, Gordana Turuk, Ana Horvat, Alana Kajfež, Boris Bućan, Jagoda Buić, Kuzma Kovačić, Kažimir Hraste, Dražen Trogrlić, Jeronim Tišljar Zdenka Sertić i dr.
Umjetnost stakla ima razne tehnike: vitraj, pâte de verre ("staklena pasta") i dr.